# Киндо, Майкл
Майкл Киндо (англ. Michael Kindo, 20 июня 1947 — 31 декабря 2020) — индийский хоккеист (хоккей на траве), защитник. Бронзовый призёр летних Олимпийских игр 1972 года. Чемпион мира 1975 года.

## Биография
Майкл Киндо родился 20 июня 1947 года.
Играл в хоккей на траве за «Армд Сервисез».
В 1972 году вошёл в состав сборной Индии по хоккею на траве на Олимпийских играх в Мюнхене и завоевал бронзовую медаль. Играл на позиции защитника, провёл 9 матчей, забил 3 мяча (по одному в ворота сборных Великобритании, Мексики и Новой Зеландии).
На чемпионатах мира в 1973 году выиграл серебро в Амстелвене, в 1975 году — золото в Куала-Лумпуре.
Выступал в индийской прессе в качестве эксперта по хоккею на траве.
Скончался 31 декабря 2020 года.